# Kobl (Kröning)
Kobl ist ein Gemeindeteil der Gemeinde Kröning im Landkreis Landshut in Niederbayern.

## Geographie
Kobl liegt in der Mitte zwischen Kröning, Gerzen und Aham. Um den Weiler herum befinden sich weitere kleine Weiler, wie Ölhart, Maisthan und Mairhof. An drei Seiten ist der kleine Weiler von Wald umgeben.